# Àcid xalmúgric
L'àcid xalmúgric, de nom sistemàtic àcid 13-ciclopent-2-en-1-iltridecanoic, és un àcid carboxílic de cadena lineal amb tretze àtoms de carboni i té enllaçat al carboni 13 un grup 2-ciclopen-1-il, la qual fórmula molecular és {\displaystyle {\ce {C18H32O2}}}. En bioquímica és considerat un àcid gras rar que només es troba en algunes plantes.

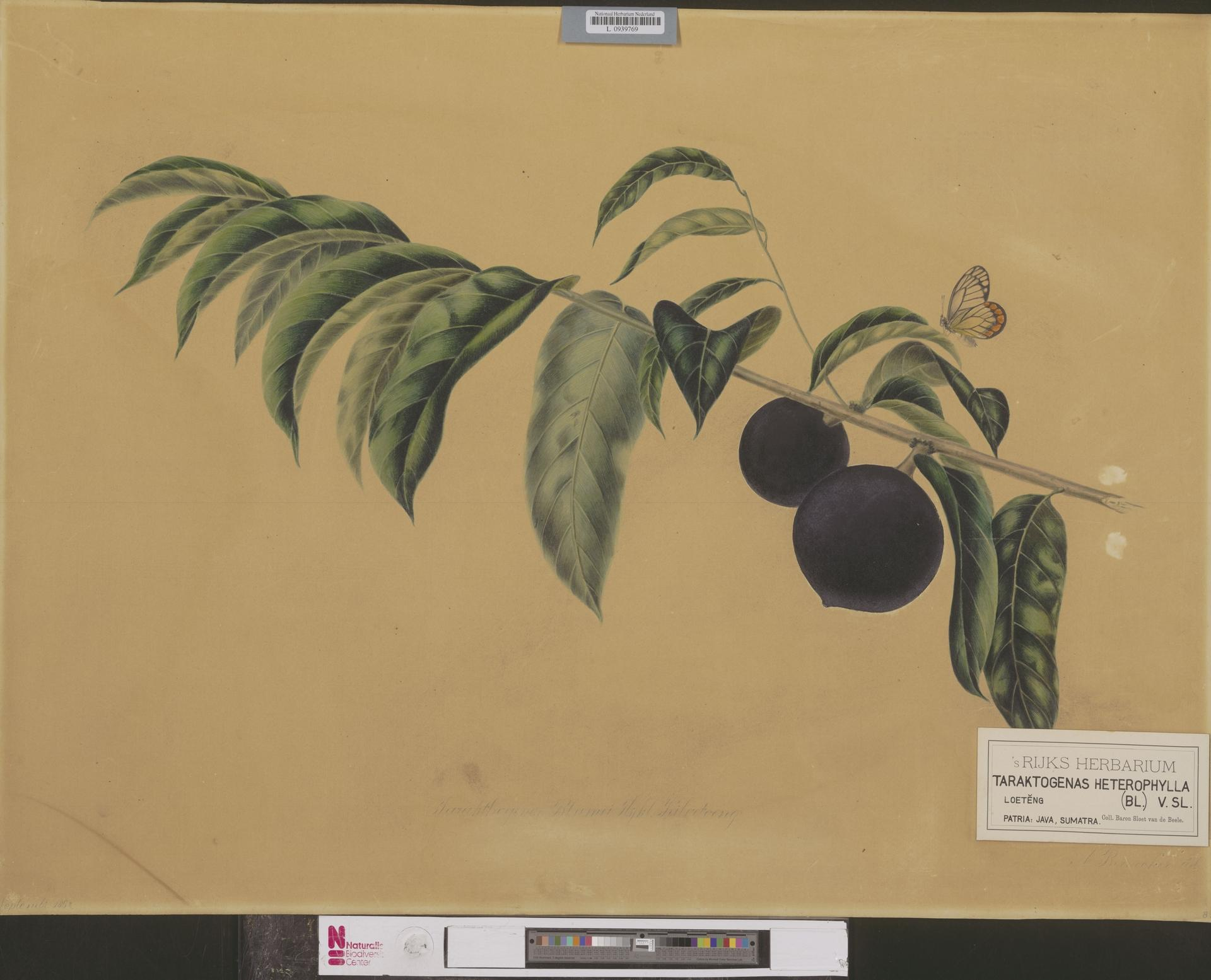
Dibuix dHydnocarpus heterophylla

A temperatura ambient és un sòlid el qual punt de fusió és de 68,5 °C i bull, a només 10 mm Hg, a 222 °C. L'isòmer òptic, o estereoisòmer, natural és dextrorotatori (+60,3° a 25 °C). Fou aïllat per primera vegada el 1904 per Frederick B. Power i Frank H. Gornall. El nom comú àcid xalmúgric prové del nom de l'oli de les llavors de les plantes del sud-est asiàtic de les quals s'aïllà, oli de xalmugra, que és emprat per la medicina tradicional asiàtica com a remei contra la lepra i la sarcoïdosi.
Les llavors d'un gran nombre d'arbusts i arbres pertanyents a l'antiga família de plantes flacourtiàcies (actualment acariàcies i salicaceae), contenen lípids que es caracteritzen pels seus àcids grassos amb ciclopentenils, un d'ells és l'àcid xalmúgric. L'oli de les llavors de Oncoba echinata, Caloncoba welwitschii en contenen un 75 %; Hydnocarpus anthelminticus un 70 %; Caloncoba echinata entre un 48 % i un 75 %; Hydnocarpus heterophylla un 38 %; Hydnocarpus wightiana entre un 27 % i un 38 %; i altres en menors percentatges.